# 'Ndrina Bruzzaniti
I Bruzzaniti sono una 'ndrina della 'ndrangheta originaria di Africo. Sono attivi anche nel milanese; alleati dei Morabito, dei Palamara e dei Crisafulli.

## Fatti recenti
- Il 21 ottobre 2005 scatta l'operazione Ciaramella in merito al traffico internazionale di sostanze stupefacenti; circa cinquanta arrestati (tra i quali spiccano Paolo Codispoti di San Luca, e gli africesi Francesco Bruzzaniti, Francesco Pizzinga, Salvatore Morabito, ritenuti al vertice dell'organizzazione), 99 gli indagati[1][2][3][4]. Il 13 febbraio 2007 le condanne per complessivi 153 anni di carcere.
- Il 3 maggio 2007 è stata effettuata una vasta operazione antimafia a Milano e in altre città d'Italia, contro i Morabito, Bruzzaniti e Palamara (anch'essi di Africo), dopo un'indagine durata quasi due anni. I reati contestati sono estorsione e traffico internazionale di droga. Sono state eseguite 20 ordinanze di custodia cautelare e sequestrati a Milano 250 chili di cocaina proveniente dal Sud America che passava da Dakar in Senegal e successivamente dal Porto di Genova[5]. Il camper che portava il carico era stato localizzato grazie a un ricevitore gps posizionato dalla squadra mobile milanese. Le cosche agivano nella zona dell'Ortomercato in via Lombroso e con il night club creato appositamente "For a King". Erano coinvolti politici, professionisti, ristoratori, dentisti, vigili urbani, società reali e fittizie. Secondo le indagini, il vertice dell'organizzazione era guidato da "Salvatore Morabito". Il broker della cocaina è ritenuto fosse l'albergatore svizzero "Pietro Luigi Giucovaz". L'uomo che intratteneva i rapporti tra la Calabria, Milano e il Brasile era "Leone Autelitano"[6][7][8][9][10].
- Il 13 febbraio 2008, durante l'operazione "NAOS", effettuata dalla Direzione Distrettuale Antimafia di Perugia, vengono arrestate 50 persone di cui molte legate o affiliate ai Morabito-Bruzzaniti-Palamara, per il conseguimento di appalti per la costruzione di alcuni centri commerciali e di strutture turistiche alberghiere in Calabria. In particolare a Bivongi, per l'ammodernamento di centrali idroelettriche con la collaborazione di elementi della politica come Pasquale Tripodi assessore al turismo dell'Udeur, il sindaco di Staiti e il vicesindaco di Brancaleone. Inoltre trafficavano in droga con la cosca camorrista dei casalesi[11][12].
- Il 20 giugno 2008 l'inchiesta bellu lavuru porta all'arresto di 33 persone appartenenti alla cosca Morabito-Bruzzaniti-Palamara, capeggiata da Giuseppe Morabito[13][14].
- L'11 gennaio 2012 viene portata a termine dai carabinieri l'operazione bellu lavuru 2, prosecuzione dell'indagine bellu lavuru 1 del 2008, arrestati diversi presunti affiliati e concorrenti esterni del clan Morabito-Palamara-Bruzzaniti, dei clan Talia e Vadalà di Bova e dei Rodà e Maisano; secondo le indagini i clan avrebbero fortemente condizionato gli appalti pubblici relativi alla s.s. 106 jonica e la variante stradale di Palizzi in particolare le 'ndrine si sarebbero occupate del ciclo del calcestruzzo e delle assunzioni, forniture di cantiere e procedure di sub appalto e nolo. Le attività investigative hanno colpito anche funzionari e dirigenti dell'ANAS e della società Condotte d'Acqua[15].
- Il 23 ottobre 2019 vengono sequestrati a Garbagnate Milanese beni del valore di 3 milioni di euro a Bartolo Bruzzaniti ivi residente[16].